# Noshaq
Noshaq (također Nowshak ili Nōshākh; Perzijski/Paštunski: نوشاخ) je druga najviša planina u planinskom lancu Hindukuš (nakon Tirich Mira) s visinom od 7492 m. Nalazi se na granici između Pakistana i Badahšana u Afghanistanu. Također je najviša planina u Afghanistanu i najzapadniji planinski lanac na svijetu koji je visok 7000 metara. Na planinu su se prvi popeli Toshiaki Sakai i Goro Iwatsubo u japanskoj ekspediciji 1960. godine.

## Vanjske poveznice
- Noshaq na Summitpost